# Sports aériens aux Jeux mondiaux de 2025
Navigation
Birmingham 2022 Karlsruhe 2029
Les épreuves de course de drones des Jeux mondiaux de 2025 ont lieu les 15 et 16 juillet 2025 sur le site du Dong'an Lake Sports Park à Chengdu.
Les épreuve de Parachutisme (Canopy Piloting) ne sont plus présents du programme.

## Organisation
Trente-deux athlètes (24 hommes et 8 femmes) sont qualifiés d'après le classement de référence établi par la FAIsur la base des résultats des épreuves FAI suivantes :
- Championnat du monde de courses de drones 2024 à Hangzhou, Chine
- Coupe du monde de courses de drones pour l'année civile 2024 : Pour chaque concurrent, une seule épreuve par pays organisateur sera prise en compte (le nombre de points le plus élevé étant attribué à tout pays organisateur ayant obtenu des points lors de deux épreuves). Le score total pris en compte pour établir le classement de référence sera la somme de ses trois meilleurs résultats (nombre de points) aux épreuves, y compris, le cas échéant, au WDRC.

Les deux classements de référence (hommes et femmes) seront établis en tenant compte des points obtenus par les concurrents participant aux épreuves susmentionnées.
Chaque nation peut inscrire jusqu'à deux hommes et une femme. Le tournoi est mixte.
| Hommes | Femmes |
| --- | --- |
| - Kim Minjae (1) - Killian Rousseau (2) - Choi Wonkyun (3) - Yuki Hashimoto (5) - Pawel Laszczak (7) - Arvin Schröder (8) - Tomass Petersons (9) - Dorian Couailles (10) - Huang Yueqi (11) - Marvin Schäpper (12) - Antoni Georgiev (137) - Peng Longxin (14) - Dimo Shterev (16) - Felix Strohmeier (20) - Maximilien Pellichero (22) - Vicent Mayans Cervera (24) - David Špaček (26) - Elmars Misevics (29) - Patrick Schwarz (32) - Nazim Tüzün (34) - Kwan Chun Yan (36) - Jacob Capobres (37) - Roland Rontó (43) - Iosif Aladar Grunner (49) | - Luisa Rizzo (1) - Nataliia Astakhova(2) - He Yutong (3) - Wanraya Wannapong(4) - Mo Gayeon (7) - Kalli Ames(8) - Hina Sato (9) |

## Format de la compétion
La compétition Drone Racing est basé sur trois étapes
Qualification
Les pilotes participent d'abord à une série de manches qualificatives, chacune composée de 8 courses, avec 4 pilotes par manche. La composition des groupes de 4 pilotes est déterminée par tirage au sort. Le programme prévoit cinq manches qualificatives, mais ce nombre peut être réduit en raison de mauvaises conditions météorologiques ou d'autres imprévus.
Pour chaque course, les athlètes disposent d'un temps de vol maximal de trois minutes pour effectuer 3 tours consécutifs.
La moyenne des 3 meilleurs temps enregistrés par chaque athlète sur un tour lors de toutes les manches qualificatives servira de base pour déterminer le classement des 32 pilotes de la phase de qualification.
Élimination
La phase éliminatoire consiste en un tournoi à élimination directe, commençant par un premier tour de 8 courses (avec 4 pilotes par course). En quart de finale, 16 pilotes restent en lice (4 courses de 4 pilotes), et en demi-finale, deux courses de 4 pilotes chacune (8 pilotes au total). À l'issue de chaque tour, les deux pilotes les mieux classés de chaque course sont automatiquement sélectionnés pour accéder au tour suivant.
Les pilotes éliminés sont basculés dans une tournoi de repêchage de la seconde chance et les deux athlètes classés premier et deuxième accèdent à la phase suivante.
| SEIZIÈMES (32 pilotes)   | → 16 gagnants | HUITIÈMES (16 pilotes)   | HUITIÈMES (16 pilotes) | HUITIÈMES (16 pilotes)  | → 8 gagnants | QUARTS (8 pilotes)      | QUARTS (8 pilotes) | QUARTS (8 pilotes)      | → 4 gagnants | DEMIE (4 pilotes)       | → 2 gagnants | FINALE · (4 pilotes) · |
| ↓ 16 perdants            |               | ↓ 8 perdants             |                        |                         |              | ↓ 4 perdants            |                    |                         |              | ↓ 2 perdants            |              | FINALE · (4 pilotes) · |
| REPÊCHAGE 1 (16 pilotes) | → 8 gagnants  | REPÊCHAGE 2 (16 pilotes) | → 8 gagnants           | REPÊCHAGE 3 (8 pilotes) | → 4 gagnants | REPÊCHAGE 4 (8 pilotes) | → 4 gagnants       | REPÊCHAGE 5 (4 pilotes) | → 2 gagnants | REPÊCHAGE 6 (4 pilotes) | → 2 gagnants | FINALE · (4 pilotes) · |
| ↓ 8 perdants             |               | ↓ 8 perdants             |                        | ↓ 4 perdants            |              | ↓ 4 perdants            |                    | ↓ 2 perdants            |              | ↓ 2 perdants            |              |                        |
| É L I M I N A T I O N    |               |                          |                        |                         |              |                         |                    |                         |              |                         |              |                        |

Finale
Les deux athlètes les mieux classés du dernier tour éliminatoire principal (une course) et les deux meilleurs du dernier tour du repêchage de deuxième niveau (une course) sont sélectionnés pour la phase finale, qui détermine leur classement final, de la 1re à la 4e place.
La phase finale comprend au moins deux courses finales successives. La finale est terminée dès qu'un athlète remporte deux courses finales. Il est déclaré vainqueur
Pour le classement final, les points seront attribués comme suit pour chaque course finale : 1 point pour le premier, 2 points pour le deuxième, 3 points pour le troisième et 4 points pour le quatrième. Les finalistes concernés seront classés en calculant la somme totale de leurs points dans toutes les courses finales. En cas d'égalité, les classements de la dernière course finale seront pris en compte pour départager les finalistes concernés.

## Podiums
| Épreuves         | Or             | Argent        | Bronze      |
| ---------------- | -------------- | ------------- | ----------- |
| Course de drones | Yuki Hashimoto | Kwan Chun Yan | Kim Min-jae |